# Culan
Culan este o comună în Franța, în departamentul Cher în regiunea Centru. 

## Geografie

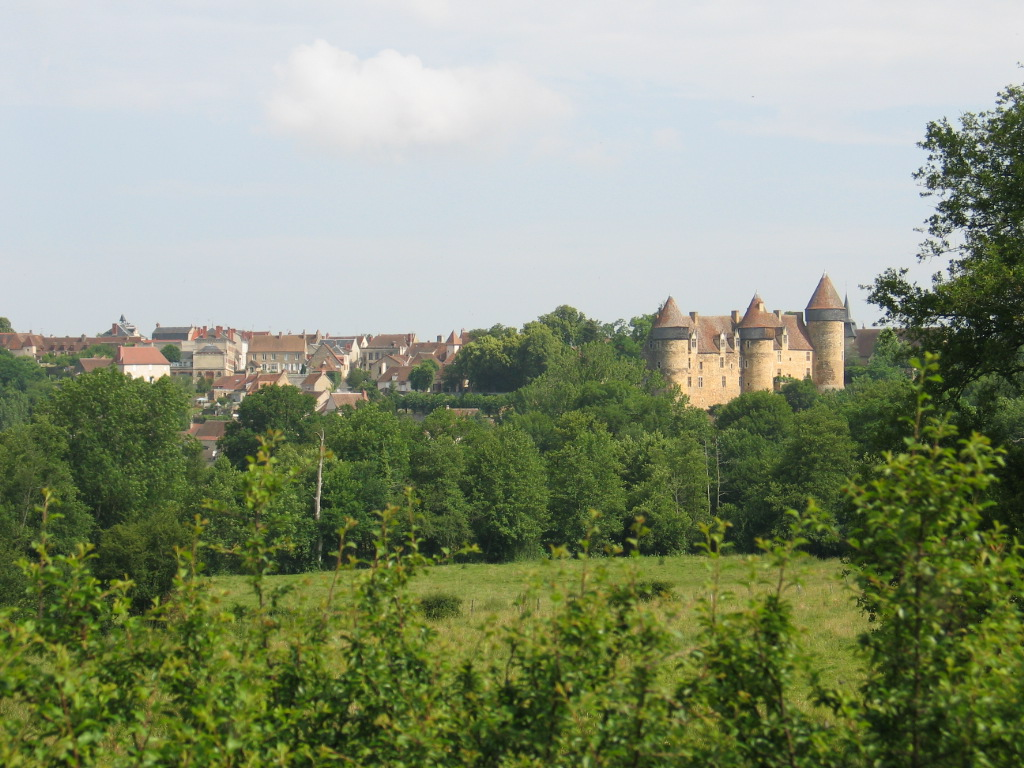
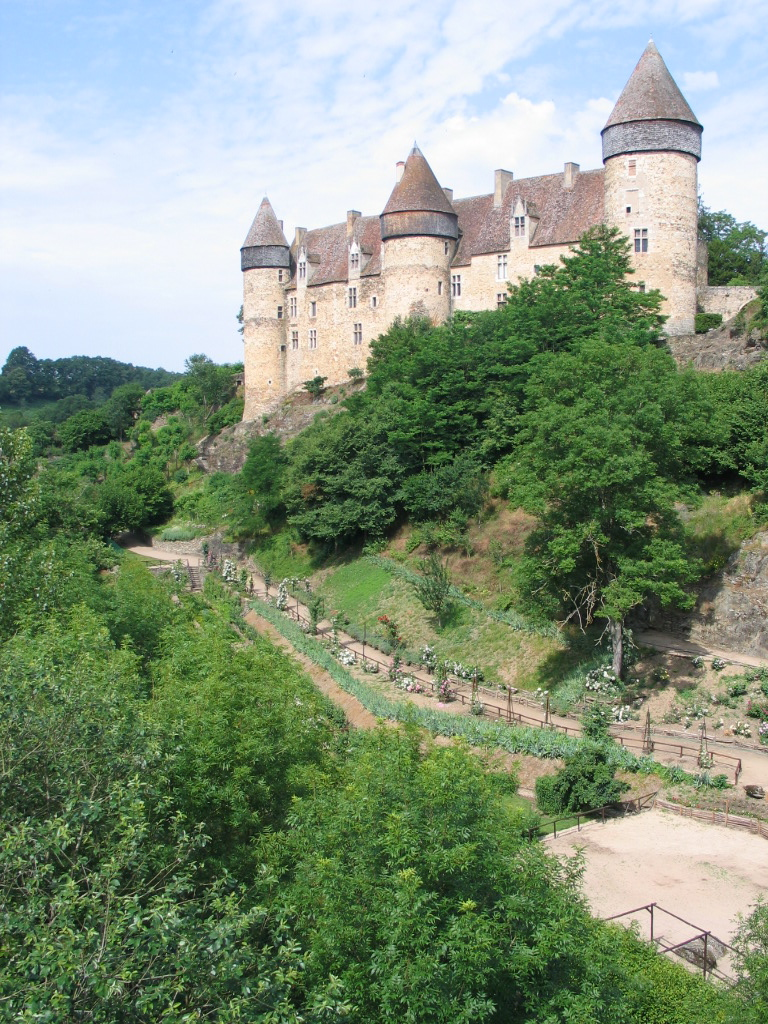

Comuna Culan este situată într-un punct la extremitatea cea mai sudică a departementului Cher, în regiunea naturală Marche. Ea este situată la 30 km de Montluçon și la 63 km de Châteauroux. Ea se găsește în primii contraforți ai nordului Masivului Central, în provincia Berry, la câțiva kilometri de Bourbonnais. Din punct de vedere administrativ, ea face parte din regiunea Centre. Este un teritoriu ușor vălurit, cu crânguri, numai că tufișurile și stejarii cu ramurile tăiate aproape de trunchi (ceea ce le dă o înfătișare de stâlpi) sunt adesea sacrificați, pentru a mări și înlesni accesul la suprafețele cultivate. Climatul continental temperat are influență oceanică. Comuna este scăldată de râul Arnon, care este un afluent al râului Cher, care se varsă la rândul lui în râul Loire. In amonte, a fost construit un baraj în locul numit „Chetz”, pe teritoriul comunei Sidiailles, cu o suprafață de retenție de 90 hectare, alimentând în apă potabilă 20000 de locuitori, repartizați în 40 de comune. Satul este traversat de șoseaua departamentală D 943, care leagă Montluçon și Chateauroux.

## Viața economică, animația
Târg rural, Culan organiza două mari târguri anuale : cel „al închiriatului”, la sfârșitul primăverii, unde țăranii satelor veneau să ofere „cu chirie”, pentru un an, serviciile lor proprietarilor (ceea ce am numi azi „sezonieri” și târgul cel mare, cel de 10 mai, în timpul căruia se schimbau pe câmpul târgului turmele de oi, de porci, de păsări și în general producția agricolă a cantonului, precum și produsele rezultate din artizanat și din comerțul local. Acest târg a rămas foarte activ pâna la mijlocul anilor 1970 și persistă încă în zilele noastre. Un alt târg, un fel de a doua șansă pentru ceea ce nu se vindea de 10 mai, se desfășura pe 25 mai. Aceste întâlniri au pierdut din ce în ce mai mult din importanță. Bovinele se vând azi la „Cadran” în Châteaumeillant (este vorba de un fel de vânzare la licitație electronică : animalele sunt prezentate pe un ring, licitatorii apasă pe un buton ascuns sub pupitrele lor, iar prețurile se afișează pe un ecran ,în fiecare luni dimineață pentru bovine și o vineri din două pentru ovine).
În anii 80, existau încă la Culan două ateliere de fabricat cămăși, care angajau mai multe zeci de mecanici în confecții. Aceste fabrici lucrau „la comandă”. Ele sunt închise azi, victime, ca toate ramurile industriei textile, ale concurenței mondiale și cursei pentru prețuri scăzute.
Regiune de creștere de ovine (un proverb zice că „99 de oi plus un Berrichon fac 100 de animale”) și de vite de rasă „charolais”. De asemeni, culturi de grâu, porumb, rapiță, aduse la cooperativa agricolă. Începând cu anii ’90, reîntoarcerea la creșterea de cai și măgari (marele negru de Berry) : fenomen de modă sau fenomen durabil ?
De la începutul anilor 2000, atrași de prețurile imobiliare coborâte și de apropierea autostrăzii Clermont-Ferrand - Bourges (cu racordare la St-Amand Montrond-Orval, ori Vallon en Sully ori Montluçon), europeni (olandezi, englezi) cumpără în împrejurimi case și mici ferme pentru a le transforma în reședințe secundare ori principale (în cazul pensionarilor). Căci această regiune este foarte agreabilă, cu plăcuțe peisaje de crânguri ; posibilitățile de servicii sunt limitate, ceea ce explică un lent și regulat declin demografic al acestei comune și al împrejurimilor.
În privința festivităților, este de semnalat „sărbătoarea podului” în prima duminică a lunii septembrie, urmată a doua zi de „marele premiu ciclist al celor două poduri”. Alte sărbători ale regiunii, de semnalat, sunt : „les « Grattons » ” la Châteaumeillant și mai târziu, în anotimpul toamnei, « les Orval » (târgul din Orval, al „salviilor”) care sunt animații ale localității Saint-Amand-Montrond. Diverse cluburi și asociații : football, ciclism, club al celor de vârsta a 3-a, biblioteca, societatea filatelică.
Educație : Culan dispune de o grădiniță, de o școală primară, de o cantină. Pentru colegiu, copii sunt școlarizați la Chateaumeillant, reședintă a cantonului, la 12 kilometri; pentru liceu cu internat la Saint-Amand-Montrond, sub-prefectură a departamentului Cher, la o distanță de 25 kilometri sau la Montluçon (Allier) la 33 kilometri. Orașele universitare sunt Tours (Indre-et-Loire) și Clermont-Ferrand (Puy-de-Dôme).

## Administrație
| Perioadă                                  | Identitate | Partid | Calitate |
| ----------------------------------------- | ---------- | ------ | -------- |
| martie 2001                               |            |        |          |
| Datele anterioare nu sunt încă cunoscute. |            |        |          |

## Demografie
| 1962                                                                  | 1968 | 1975 | 1982 | 1990 | 1999 | 2001 |
| --------------------------------------------------------------------- | ---- | ---- | ---- | ---- | ---- | ---- |
| 1261                                                                  | 1310 | 1164 | 1055 | 932  | 822  | 842  |
| Număr reținut cu începere din 1962 : Populație fără dublă numărătoare |      |      |      |      |      |      |

## Locuri și monumente
Castelul Culan http://www.berry-passion.com/zoom_sur_le_chateau_de_culan.htm Arhivat în 27 septembrie 2007, la Wayback Machine. este o fortăreață medievală, mândrie a acestui sat din sudul zonei Berry, la limita departamentului Allier.
Castelul, clasat parțial de către Monumentele Istorice în 1956, a cunoscut o istorie zbuciumată. Construit pe un pinten stâncos dominând râul Arnon, o primă construcție de lemn, - din care nu a rămas nimic – ar fi fost dărâmat în sec. X. O a doua construcție s-a ridicat în sec. XII. Ea a fost asediată și distrusă de Philippe Auguste (1188 ?) care era în război cu ducele de Aquitania, Henri II Plantagenêt. Castelul actual datează din sec. XV, cu adăugiri în Renaștere. El a aparținut amiralului de Culant (1360 – 1444), lui Sully (1599 – 1621) și apoi prințului de Condé. Pe timpul Frondei, Mazarin a pus să se distrugă zidurile de apărare care protejau satul. La Revoluție, pământurile aparținând castelului au fost împărțite între câteva familii iar fortăreața a fost vândută ca bun național.
Castelul a primit mai mulți oaspeți celebri : Jeanne d’Arc, Louis XI, Sully, Madame de Sévigné, romanciera George Sand, „la bonne dame de Nohant” venită ca vecină, cu Chopin, și chiar Ernest Renan. Dar generalul De Gaulle, în vizită la Saint-Amand-Montrond, după razboi, a preferat să se culce într-o locuință particulară de pe strada bisericii.
Azi, castelul din Culan este într-o excelentă stare. El a fost restaurant în mod remarcabil în perioada 1950-1970 de catre fostul lui proprietar, Jean Ferragut, care a organizat aici frumoase expoziții (Picasso, Bernard Buffet, tapiserii, etc.). Fortăreața posedă încă palisade de lemn (vezi fotografia, este partea între acoperiș și zidăria turnurilor) care permitea să se arunce pietre și ulei fierbinte peste asaltatori. Castelul este deschis pentru vizitare. El posedă frumoase cămine monumentale din sec. XV. In jurul castelului au fost amenajate la sfârșitul sec. XX grădini medievale.
In apropierea castelului, pe străduțele în pantă, câteva frumoase case medievale și biserica parohiala Notre-Dame, dedicată Sfântului Vincențiu. A fost cândva capela castelului rezervată seniorilor. Aici există înca niște capiteluri din sec. XII. Clopotnița și capelele laterale au fost adăugate mai târziu. In interior, un armonium, fără interes, a cărui sonoritate ofensează timpanele delicate.
Un mare viaduct, în piatră de Volvic, se întinde deasupra castelului. El oferă o foarte frumoasă vedere peste valea râului Arnon, peste sat și fortăreață. Acest viaduct comportă doua tronsoane, unul de cinci arce, al doilea de unsprezece arce, unele picioare afundându-se la 50 de metri sub pământ. El a fost construit în 1883, linia deschisă anul următor deservea Châteauroux et Montluçon. Ea a fost închisă în 1987, neprimind în ultimii ani de exploatare decât trenuri de marfă. Ea este azi o proprietate privată (vezi site pe internet). Șinele de cale ferată au fost scoase, cantoanele de barieră vândute, ca și gara din Culan. Terenul căii ferate este ronțăit cu timpul de grădini, câmpuri și mărăcinișuri.
Un iaz de aproximativ 10 hectare (scăldatul interzis, pescuitul autorizat), un camping municipal, un oficiu de turism pe câmpul târgului de animale, un punct de primire pentru camping-car, tot felul de comerțuri și profesii medicale. La aproximativ 10 km. un lac de acumulare din Sidiailles, într-un loc pitoresc și protejat, permite scăldatul și sporturile nautice (fără bărci cu motor). La 12 kilometri, Châteaumeillant, reședința cantonului, și vinul său VODC (roșu și gri), la 6 kilometri, Vesdun, unul din cele 3 centre “oficiale” ale Franței cu Bruère-Allichamps și Saulzais-le-Potier.

## Personalități legate de comună
Louis de Culan (sau Culant, după ortografia epocii), baron de Châteauneuf pe valea râului Cher, senior de Culan și de Ainay le Vieil, numit amiral al Franței în 1421, deposedat de acest titlu în 1437 după ce a fost acuzat de delapidare. Louis de Culant a fost însarcinat cu comandamentul secund al armatei regelui în timpul asediului orașului Orleans și a participat la mai multe bătălii contra englezilor. El a fost unul din cei 4 „ostateci ai Sfintei Bule” în timpul încoronării de la Reims. Patru seniori trebuiau să escorteze „Sfânta Bulă” între mânăstirea de Saint-Rémi unde era păstrată încă din sec. IV, până la catedrala din Reims, locul încoronării regelui Franței. Seniorii trebuiau să apere până la moarte — de unde și numele de „ostateci” — unt-de-lemn-ul sfințit conținut într-o bulă de cristal care servise deja pentru încoronarea lui Clovis de către Sfântul Rémi. A fi „ostatecul Sfintei Bule” era deci o onoare considerabilă care permitea în ziua încoronării să intri călare în catedrală pentru a remite arhiepiscopului această Bulă de cristal în formă de porumbel. Alături de Louis de Culant, erau „ostateci” pentru încoronarea lui Charles VII: mareșalul Jean de Brosse; seniorul de Boussac și de Sainte-Sévère; Gilles de Laval, baron de Rais; Jean Malet, senior de Graville,
Maurice Estève (1904 - 2001), artist pictor autodidact. Om discret, el își împărțea timpul între Paris și Culan. Poșta i-a consacrat încă din timpul vieții lui, ceea ce este excepțional, un timbru în 1986 care reproduce una din pânzele lui intitulate „Skibet”. Muzeul Maurice Estève, situat în « Hôtel des Echevins » la Bourges (edificiu din sec. XV si XVII, clasat monument istoric) găzduiește o donație a artistului, reprezentativă a operei sale. Se pot vedea aici desene, acuarele, tapeturi și o serie de pânze colorate de mare dimensiune. Fiu al unei modiste lucrând pentru Marile Case și al unui muncitor sindicalist, el a fost crescut la Culan, până la vârsta de 14 ani, de către „....bunicii mei care care erau țărani analfabeți dar cărora nu le lipsea nici sensibilitatea, nici inteligența. Eu citeam bunicii mele care era conștientă de existenta unui univers la care ea nu avea acces”. Mici ocupații, sejur în Spania, din nou mici ocupații, primele expoziții care nu vor avea nici un succes …. această „perioadă” de vaci slabe va dura aproximativ 20 de ani timp în care el se impregnează de influențele artistice ale primei jumătăți ale secolului . A trebuit să aștepte perioada de după razboi pentru a începe să trăiască din pictura sa. Aceasta corespunde cu intrarea lui în abstracționism. Colecționarii din nordul Europei se vor interesa de opera lui, seduși de culorile lui calde. El este unul din marii pictori ai secolului

## De văzut
- Comuna Cher
- Un site care explică cum este gestionat râul Arnon de către o Asociație de pescari benevoli: http://www.lagauleculanaise.com/
- Drumul Jacques Cœur. După numele unui mare supraintendent al finanțelor al lui Charles VII, tovarăș de luptă al Jeanne d'Arc, a cărui imensă avere a servit „a-i împinge pe englezi afară din Franța”. Culan se află la extremitatea sudică a „drumului Jacques Cœur”. Urcând spre nord, vizitatorul va descoperi castelul din Ainay-le-Vieil, mânăstirea cisterciană de Noirlac, castelele din Meillant, Maupas și Boucard. După o inevitabilă escală la Bourges (Palatul Jacques Cœur, catedrala Sfântul Stefan, mlaștini, etc), vom continua în Sologne pentru a descoperi castelele din La Verrerie, Capela din Angillon (unul din ținuturile din Grand Meaulne al lui Alain Fournier), Blancafort, Aubigny-sur-Nère, Argent-sur-Sauldre și Gien. Vom traversa atunci râul Loire până la localitatea La Bussière, ultimul castel înscris pe acest drum care parfumează „dulcea Franță”. A se prevedea 3 sau 4 zile pentru această excursie romantică.